# Giovanni Gabrieli
Giovanni Gabrieli (1554-1606) là nhà soạn nhạc, nghệ sĩ đàn đại phong cầm người Ý. Ông là một trong những nhạc sĩ có ảnh hưởng nhất vào thời kỳ của mình và đại diện cho đỉnh cao phong cách của trường Venetian tại thời điểm chuyển từ thời kỳ Phục hưng đến Baroque.

## Cuộc đời và sự nghiệp
Giovanni Gabrieli sinh ra trong một gia đình có tới 4 anh chị em ở Venice. Người chú của Giovanni là Andrea Gabrieli cũng là một nhà soạn nhạc danh tiếng lúc ấy. Và đó cũng chính là người thầy đầu tiên của Giovanni Gabrieli. Giống như người chú ấy, Giovanni Gabrieli sống ở Đức, nơi ông làm việc cho Bá tước Albrecht V từ năm 1575 cho đến khi ông ta qua đời vào năm 1579. Khi trở về Ý, Gabrieli phát hiện khả năng chơi đàn organ của mình. Nhờ đó, ông có một vị trí tại Scuola Grande di San Rocco, nơi ông dành phần lớn cuộc đời mình. Cùng năm đó, 1585, ông trở thành nghệ sĩ đàn organ cho Nhà thờ thánh Mark, và sau khi người chú qua đời, ông trở thành nhà soạn nhạc chính của nhà thờ. Giovanni Gabrieli qua đời vì bị sỏi thận.

## Phong cách sáng tác
Giovanni Gabrieli viết các tác phẩm của mình mang tính thực dụng dưới các hình thức như canzoni, ricercari, những hình thức âm nhạc phổ biến của nhạc cổ điển thế kỷ VXI. Phong cách âm nhạc của ông đã có ảnh hưởng không nhỏ tới các học trò. Ngoài ra, những công trình nghiên cứu về nhạc cụ của ông đã tạo nên một bước phát triển cho nhạc cụ thế kỷ XVI.

## Tác phẩm
- Sacrae Symphoniae (1597)
- Canzoni per sonare (1608)
- Canzone e Sonate (xuất bản năm 1615)
- Sacrae Symphoniae II, also referred to as Symphoniae Sacrae (xuất bản năm 1615)